# República del Congo en los Juegos Olímpicos de Sídney 2000
La República del Congo estuvo representada en los Juegos Olímpicos de Sídney 2000 por cinco deportistas, tres hombres y dos mujeres, que compitieron en tres deportes.
El portador de la bandera en la ceremonia de apertura fue el nadador Marien Michel Ngouabi. El equipo olímpico congoleño no obtuvo ninguna medalla en estos Juegos.